# Артвин (вилает)
Артвин (на турски: Artvin) е вилает в Североизточна Турция. Административен център на вилаета е едноименният град Артвин.
Вилает Артвин е с население от 191 934 жители (оценка от 2006 г.) и обща площ от 7436 кв. км. Разделен е на 8 общини.

## Население
Численост на населението според преброяванията през годините:
| Година | Численост |
| 1990   | 212 833   |
| 2000   | 191 934   |
| 2011   | 166 177   |